# Johan Vásquez
Johan Felipe Vásquez Ibarra (ur. 22 października 1998 w Navojoa) – meksykański piłkarz występujący na pozycji środkowego obrońcy, reprezentant Meksyku, od 2023 roku zawodnik włoskiej Genoi.